# Róża Wielka (gromada)
Róża Wielka – dawna gromada, czyli najmniejsza jednostka podziału terytorialnego Polskiej Rzeczypospolitej Ludowej w latach 1954–1972.
Gromady, z gromadzkimi radami narodowymi (GRN) jako organami władzy najniższego stopnia na wsi, funkcjonowały od reformy reorganizującej administrację wiejską przeprowadzonej jesienią 1954 do momentu ich zniesienia z dniem 1 stycznia 1973, tym samym wypierając organizację gminną w latach 1954–1972.
Gromadę Róża Wielka z siedzibą GRN w Róży Wielkiej utworzono – jako jedną z 8759 gromad na obszarze Polski – w powiecie wałeckim w woj. koszalińskim na mocy uchwały nr 43/54 WRN w Koszalinie z dnia 5 października 1954. W skład jednostki weszły obszary dotychczasowych gromad Róża Wielka i Leżenica (bez wybudowań, które weszły w skład nowej gromady Szydłowo) ze zniesionej gminy Róża Wielka w tymże powiecie. Dla gromady ustalono 11 członków gromadzkiej rady narodowej.
31 grudnia 1959 z gromady Róża Wielka wyłączono wsie Leżenica i Gądek, włączając je do gromady Szydłowo w tymże powiecie, po czym gromadę Róża Wielka zniesiono, a jej (pozostały) obszar włączono do gromady Różewo tamże.